# Ericek, Seydiler
Ericek là một xã thuộc huyện Seydiler, tỉnh Kastamonu, Thổ Nhĩ Kỳ. Dân số thời điểm năm 2008 là 96 người.